# Brinay (Cher)
Brinay ist eine französische Gemeinde mit 507 Einwohnern (Stand 1. Januar 2022) im Département Cher in der Region Centre-Val de Loire; sie gehört zum Arrondissement Vierzon und zum Kanton Mehun-sur-Yèvre.

## Geografie
Brinay liegt wenige Kilometer von Vierzon entfernt am Ufer des Flusses Cher.

## Bevölkerungsentwicklung
| Jahr      | 1962 | 1968 | 1975 | 1982 | 1990 | 1999 | 2007 | 2018 |
| Einwohner | 300  | 318  | 329  | 452  | 546  | 457  | 496  | 517  |

## Sehenswürdigkeiten

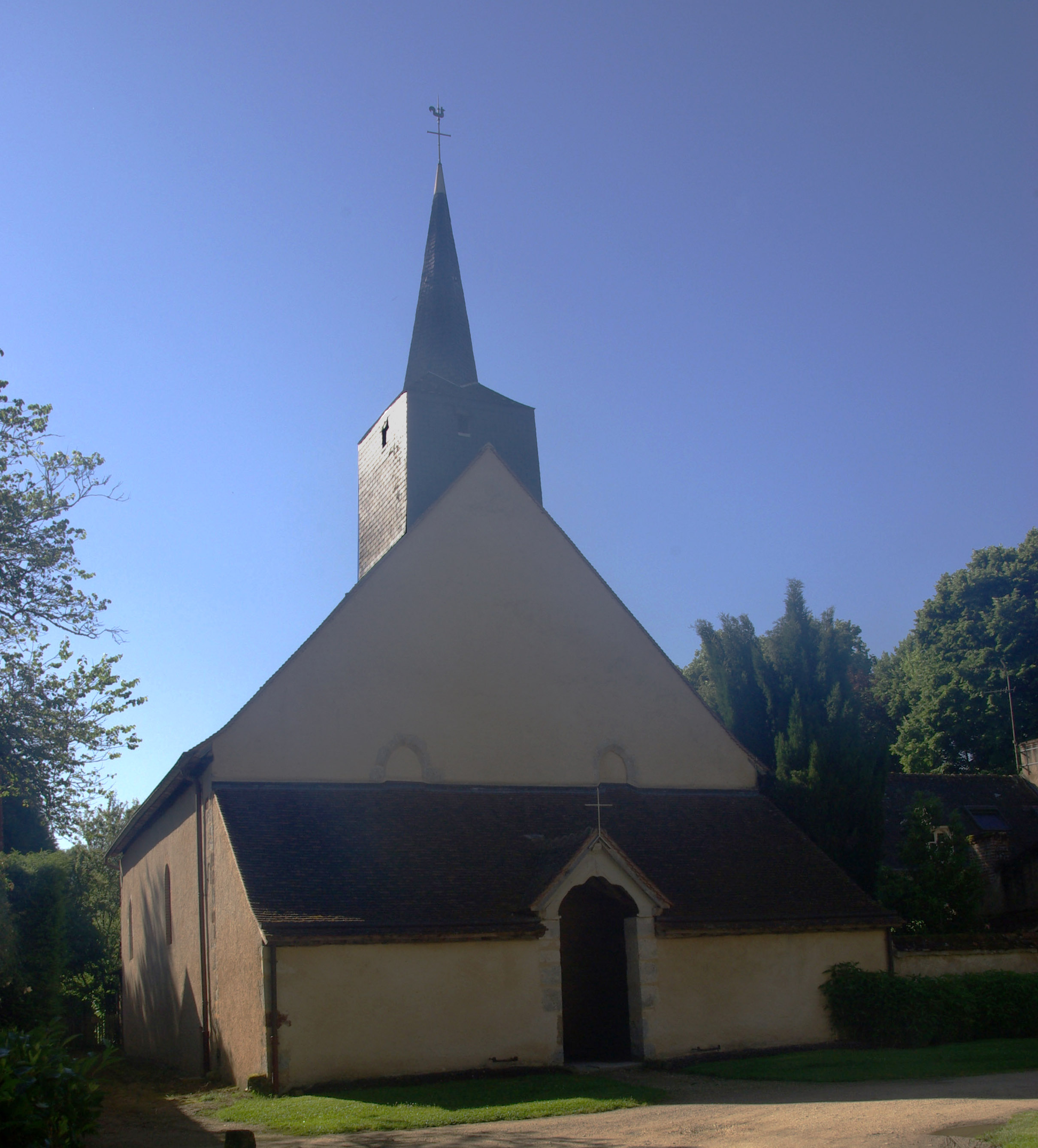
Kirche Saint-Aignan

- Kirche Saint-Aignan aus dem 11. Jahrhundert